# Alamosa East
Alamosa East è un centro abitato (census-designated place) degli Stati Uniti d'America, situato nella contea di Alamosa dello stato del Colorado. Nel censimento del 2000 la popolazione era di 1.528 abitanti.

## Geografia fisica
Secondo i rilevamenti dell'United States Census Bureau, Alamosa East si estende su una superficie di 9,4 km².